# Жлобин
Жлобин (на беларуски: Жлобін; на руски: Жлобин) е град в Беларус, административен център на Жлобински район, Гомелска област. Населението на града е 80 200 души (по приблизителна оценка от 1 януари 2018 г.).

## История
Селището е основано през 15 век, през 1925 година получава статут на град.